# 追擊者 (電影)
《追擊者》（韓語：추격자），是一部2008年真人真事改編的韓國電影。原型為韓國臭名昭著的連環殺人犯柳永哲，該片获得第45屆大钟奖最佳影片、导演、男主角（金允锡）、摄影和企划。

## 劇情介紹
經營特種行業應召女郎仲介的前警察正浩因為手下的女孩最近頻傳失蹤，只好逼迫生病中的美珍出去接客，卻意外發現美珍接客對象的電話號碼和女孩們失蹤前最後通話的號碼相同。他命令美珍去打聽出買春客的地址準備埋伏，後來連美珍也失去聯繫，於是正浩決定直接去尋找美珍的下落……

## 演員陣容
- 金允錫 飾 嚴正浩
- 河正宇 飾 池英民
- 徐令姬 飾 美珍
- 九玻雄
- 金裕貞 飾 美珍的女兒恩智
- 鄭仁基 飾 李刑警
- 朴孝珠 飾 吳刑警
- 崔政宇
- 閔敬鎮

## 獎項
- 2008年 第45屆大鐘獎

最佳影片
最佳導演（羅泓軫）
最佳男主角（金允锡）
攝影獎
企划攝影獎

## 外部連結
- NAVER電影 （页面存档备份，存于）
- 韓國觀光公社[永久]（中文）
- 開眼電影網 （页面存档备份，存于）（中文）